# Melicytus obovatus
Melicytus obovatus là một loài thực vật có hoa trong họ Hoa tím. Loài này được (Kirk) Garn.-Jones mô tả khoa học đầu tiên năm 1987.